# Young Again (песня Hardwell)
«Young Again» — песня голландского диджея Hardwell, при участии Криса Джонса. Это второй сингл из дебютного студийного альбома Hardwell United We Are.

## Предыстория
К песне вышло музыкальное видео.

## Список композиций
| №  | Название                     | Длительность |
| -- | ---------------------------- | ------------ |
| 1. | «Young Again»                | 3:39         |
| 2. | «Young Again» (extended mix) | 5:10         |

## Чарты
| Чарт (2015)                                | Высшая позиция |
| ------------------------------------------ | -------------- |
| Австрия (Ö3 Austria Top 40)                | 56             |
| Бельгия/Фландрия (Ultratip Bubbling Under) | 18             |
| Бельгия/Валлония (Ultratip Bubbling Under) | 21             |
| Франция (SNEP)                             | 180            |
| Нидерланды (Single Top 100)                | 23             |
| Poland (Polish Airplay New)                | 3              |
| США (Billboard Dance/Mix Show Airplay)     | 36             |